# Richard Kitta
Richard Kitta (* 20. ledna 1979 Košice) je multimediální umělec, teoretik, experimentální básník, kulturní aktivista a vysokoškolský pedagog. Je zakladatel několika platforem se zaměřením na mediální umění a interdisciplinaritu v umění. K nejvýznamnějším patří prezentační platforma DIG gallery, která je od roku 2012 první svého druhu na Slovensku.

## Životopis
Richard Kitta se narodil v Košicích. Po ukončení studia architektury v roce 2003 na Stavební fakultě Technické univerzity v Košicích absolvoval v roce 2009 Ateliér nových médií pod vedením hostující profesorky Anny Tretter na Fakultě umění Technické univerzity v Košicích. V roce 2011 absolvoval doktorandské studium v ateliéru Digitální média IDM na Fakultě výtvarných umění Akademie umění v Banské Bystrici pod vedením prof. Michala Murina. Od roku 2021 je habilitovaným docentem v oboru výtvarné umění (Fakulta výtvarných umění, Akademie umění v Banské Bystrici).
Umělecké tvorbě v oblasti mediálního umění a autorskému výzkumu v zóně digitálního umění a multimédií se věnuje po roce 2000. Od roku 2004 spolupracuje s institucemi a organizacemi v oblasti kultury, vědy a výzkumu a edukace. Od roku 2009 se jeho umělecký rádius rozšiřuje o interdisciplinaritu v umění, včetně strategií art & science (art-sci). Participuje na mezinárodních uměleckých projektech se zaměřením na vybrané oblasti uměleckého vzdělávání a kreativního průmyslu.

## Dílo
Richard Kitta prezentuje svou autorskou tvorbu kontinuálně v domácím i zahraničním prostředí, a to zejména v kontextu současného mediálního umění. Jeho doménou jsou především netradiční formy 2D a 3D digitálního a interaktivního umění v podobě objektu, multimediálního konceptu nebo environmentu. Charakteristickým znakem jeho děl je zejména interdisciplinární přesah do architektury a konceptuálního designu, ale i jiných sfér uměleckého výzkumu. Jako autor se také věnuje experimentálním formám poezie a digitální real time performanci.
K jeho významným realizacím patří série Pixel Storm (od 2014), ve které se propojuje digitální interaktivní koncept s architektonickým objektem nebo multimediální cyklus QR Basho (od 2016) prezentovaný v různých modifikacích v domácím i zahraničním kontextu. K jeho signifikantním úspěchům patří také účast na výstavách Art & Science v rámci prestižní akce Ars Electronica Linz v Rakousku (EDASN) v roce 2016, jakož i autorská participace na mezinárodním Seoul Mediacity Biennale v roce 2018 v Korejské republice.

## Individuální výstavy (výběr)
- Window – MAFA7 (Media Art Festival Arad / SyZyGy), META Spatí contemporary art gallery, kurátorka: M. Stoeac-Vladuti (RO), Arad, Rumunsko, 2020
- Self-Pages / Chapter 3 – Creative Playgrounds #4, Kunsthalle/Hala umění, K13 – Košická kulturní centra, kurátorka: D. Herz (AT), Košice, 2020
- Next: Poetry objekty – Räume für notizen, GAV, Alte Schmiede Kunstverein Wien, kurátor: Günter Vallaster a kol., Vídeň, Rakousko, 2020
- Sustainable Feelings & Cut Outs – Casa Artelor, Galeria Subterană, kurátorka: M. Stoeac-Vladuti (RO), Timisoara, Rumunsko, 2019
- Sustainable Feelings (6 pcs) – Muzeum moderního umění Andyho Warhola, kurátorka: M. Stoeac-Vladuti (RO), Medzilaborce, 2019
- Sustainable Feelings (9 pcs) – Středoslovenská galerie (SSG), kurátor: M. Rovňák, Banská Bystrica, 2018
- Exhibition Library – Seoul Mediacity Biennale 2018, Seoul Museum of Art, spoluautor: M. Murin, kurátoři: K. Y. Lim, D. Barok, Soul, Korejská republika, 2018
- Pixel Storm 2.0 – DIG / Digital intervention group (spolupráce: M. Kolčak, M. Ivan), Dvorana MKSR, kurátor: M. Murin, Bratislava, 2015
- Breathings – 20th Nippon International Performance Art Festival 2014, kurátor: S. Shimoda (JP), Creative Center Osaka (C.C.O.), Japonsko, 2014
- DRSTMHS – 20th Nippon International Performance Art Festival 2014, kurátor: S. Shimoda (JP), Tokyo Chioda, Japonsko, 2014
- User Unfriendly – Nitranská galerie, Galerie mladých, kurátorka: I. Kohlhammer (SK/CZ), Nitra, 2014
- Augmented 3D gallery – Městské zásahy / Urban Interventions Košice (spolupráce: M. Procházka), Košice, 2011